# BK Söder
BK Söder var en handbollsförening med huvudsäte i Farsta. Föreningen hade en stor ungdomsverksamhet samt herr- och damlag. BK Söder gick inför säsongen 2009/2010 ihop med GT/76 och bildade föreningen GT Söder.
BK Söders herrlag spelade i Elitserien under åren 1990-1994. Åren 1996-1999 samarbetade man med Stockholmspolisens IF och spelade i Elitserien under namnet  Polisen/Söder. Samarbetet upphörde efter att man degraderats 1999. BK Söder gick återigen upp i Elitserien 2002. Den här gången gick man samman med Djurgårdens IF som då spelade i en lägre division. Under namnet Djurgården spelade man fyra säsonger i Elitserien. Även den här gången sprack samarbetet efter degradering.